# Dzimitryj Alisejka
Dzimitryj Aljaksandravič Alisejka (in bielorusso Дзмітрый Аляксандравіч Алісейка?; Babrujsk, 28 agosto 1992) è un calciatore bielorusso, difensore dell'Uzda.

## Carriera

### Club
Ha giocato nella prima divisione bielorussa.

### Nazionale
Ha giocato nelle nazionali giovanili bielorusse Under-19 ed Under-21.
Tra il giugno e l'agosto del 2017 ha giocato complessivamente 4 partite con la nazionale maggiore (2 in partite di qualificazione per i Mondiali del 2018 e 2 in amichevole).

## Statistiche

### Cronologia presenze e reti in nazionale
| Cronologia completa delle presenze e delle reti in nazionale ― Bielorussia | Cronologia completa delle presenze e delle reti in nazionale ― Bielorussia | Cronologia completa delle presenze e delle reti in nazionale ― Bielorussia | Cronologia completa delle presenze e delle reti in nazionale ― Bielorussia | Cronologia completa delle presenze e delle reti in nazionale ― Bielorussia | Cronologia completa delle presenze e delle reti in nazionale ― Bielorussia | Cronologia completa delle presenze e delle reti in nazionale ― Bielorussia | Cronologia completa delle presenze e delle reti in nazionale ― Bielorussia |
| Data                                                                       | Città                                                                      | In casa                                                                    | Risultato                                                                  | Ospiti                                                                     | Competizione                                                               | Reti                                                                       | Note                                                                       |
| -------------------------------------------------------------------------- | -------------------------------------------------------------------------- | -------------------------------------------------------------------------- | -------------------------------------------------------------------------- | -------------------------------------------------------------------------- | -------------------------------------------------------------------------- | -------------------------------------------------------------------------- | -------------------------------------------------------------------------- |
| 1-6-2017                                                                   | Neuchâtel                                                                  | Svizzera                                                                   | 1 – 0                                                                      | Bielorussia                                                                | Amichevole                                                                 | -                                                                          | 46’                                                                        |
| 9-6-2017                                                                   | Barysaŭ                                                                    | Bielorussia                                                                | 2 – 1                                                                      | Bulgaria                                                                   | Qual. Mondiali 2018                                                        | -                                                                          | 51’                                                                        |
| 12-6-2017                                                                  | Minsk                                                                      | Bielorussia                                                                | 1 – 0                                                                      | Nuova Zelanda                                                              | Amichevole                                                                 | -                                                                          | 71’                                                                        |
| 31-8-2017                                                                  | Lussemburgo                                                                | Lussemburgo                                                                | 1 – 0                                                                      | Bielorussia                                                                | Qual. Mondiali 2018                                                        | -                                                                          |                                                                            |
| Totale                                                                     |                                                                            | Presenze                                                                   | 4                                                                          |                                                                            | Reti                                                                       | 0                                                                          |                                                                            |

## Palmarès

### Club

#### Competizioni nazionali
- Coppa di Bielorussia: 1

Dinamo Brėst: 2016-2017